# Billy Bakker (mediapersoonlijkheid)
Billy Bakker, geboren als Marjet Bakker (2 juli 1982), is een Nederlands mediapersoonlijkheid. Bakker is voornamelijk bekend geworden door haar medewerking aan diverse televisieprogramma's, waaronder Utopia.

## Levensloop
In 2013 was Bakker enkele afleveringen te zien als actrice in Achter gesloten deuren.
Bakker verkreeg bij het grote publiek vooral bekendheid door haar deelnamen aan het SBS6-programma Utopia waar zij in december 2013 haar entree maakte. Ze was hier te zien tot oktober 2014 toen ze vrijwillig het programma verliet. Bakker kreeg later spijt van haar vertrek en zorgde via een referendum dat kijkers mochten stemmen of ze haar terug in het programma wilde: met 70,49 procent van de stemmen keerde Bakker in juli 2016 terug. Ze was hier elke werkdag in te zien totdat ze in de finale, in mei 2018, naar huis werd gestemd door haar medebewoners.
Bakker was in 2015 te zien in de televisieprogramma's De Nationale IQ Test en Shopping Queens VIPS.
In 2018 was Bakker te zien in het RTL 5-programma Boxing Stars, waar ze deelnemer Joëlle Witschge verving, die door haar zwangerschap niet mee kon doen. Hierdoor werd Bakker in tien dagen klaargestoomd, in tegenstelling tot de andere kandidaten die weken konden trainen. Bakker moest boksen tegen Mascha Feoktistova en Saar Koningsberger. Ze werd in de halve finale geëlimineerd.
Van najaar 2018 tot het voorjaar van 2019 was Bakker wekelijks op televisie te zien als Utopia-deskundige in Shownieuws, waar ze de laatste ontwikkelingen presenteerde. In september 2019 maakte Bakker haar tijdelijke entree in het SBS6-programma Utopia 2, wat als vervolg dient van Utopia. Hiermee was Bakker de tweede kandidaat die aan beide delen van het programma deelnam. Na een korte deelname keerde ze in december 2019 terug in het programma om de finale van Utopia 2 te presenteren.
In het najaar van 2024 was Bakker een van de kandidaten die deelnam aan het vijfde seizoen van het televisieprogramma De Alleskunner VIPS, van de 60 kandidaten eindigde ze op de 28e plek.

## Privé
Bakker kreeg in 2014 een relatie met mededeelnemer Ruud in het programma Utopia; de twee verloofden zich in het najaar van 2014. Een huwelijk kwam er niet, doordat de twee in juli 2015 hun relatie verbraken.

## Televisie

### Als actrice
- Achter gesloten deuren (2013), als Marieke / Poolse prostituee

### Als presentatrice
- Shownieuws (2018-2019), als deskundige
- Utopia 2 Finale (2019), als presentatrice

### Als deelneemster
- Utopia (2013-2014, 2016-2018)
- De Nationale IQ Test (2015)
- Shopping Queens VIPS (2015)
- Boxing Stars (2018)
- Ali's Mensentuin (2019)
- Utopia 2 (2019)
- De Alleskunner VIPS (2024)

## Trivia
- In februari 2014 werd Bakker gepersifleerd door Irene Moors in het televisieprogramma De TV Kantine.[19]